# Örményország a 2008. évi nyári olimpiai játékokon
Örményország a kínai Pekingben megrendezett 2008. évi nyári olimpiai játékok egyik részt vevő nemzete volt. Az országot az olimpián 7 sportágban 25 sportoló képviselte, akik összesen 6 érmet szereztek.

## Érmesek
| Érem  | Versenyző                   | Sportág    | Versenyszám               |
| ----- | --------------------------- | ---------- | ------------------------- |
| Bronz | Roman Amojan                | Birkózás   | Férfi kötöttfogás, 55 kg  |
| Bronz | Juri Patrikjev              | Birkózás   | Férfi kötöttfogás, 120 kg |
| Bronz | Hracsik Dzsavahjan          | Ökölvívás  | Könnyűsúly                |
| Bronz | Tigran Gevorg Martiroszjan  | Súlyemelés | Férfi 69 kg               |
| Bronz | Gevorg Davtjan              | Súlyemelés | Férfi 77 kg               |
| Bronz | Tigran Vardani Martiroszjan | Súlyemelés | Férfi 85 kg               |

## Atlétika
Férfi
| Versenyző       | Versenyszám   | Selejtező | Selejtező | Döntő    | Döntő    |
| Versenyző       | Versenyszám   | Eredmény  | Helyezés  | Eredmény | Helyezés |
| --------------- | ------------- | --------- | --------- | -------- | -------- |
| Melik Dzsanojan | Gerelyhajítás | 64,47 m   | 37.       | kiesett  | kiesett  |

Női
| Versenyző     | Versenyszám | Előfutam | Előfutam | Előfutam | Negyeddöntő | Negyeddöntő | Negyeddöntő | Elődöntő | Elődöntő | Elődöntő | Döntő   | Döntő    |
| Versenyző     | Versenyszám | Idő      | Hely.    | Össz.    | Idő         | Hely.       | Össz.       | Idő      | Hely.    | Össz.    | Idő     | Helyezés |
| ------------- | ----------- | -------- | -------- | -------- | ----------- | ----------- | ----------- | -------- | -------- | -------- | ------- | -------- |
| Ani Hacsikjan | 100 m       | 12,76    | 6.       | 68.      | kiesett     | kiesett     | kiesett     | kiesett  | kiesett  | kiesett  | kiesett | kiesett  |

## Birkózás

### Férfi
Kötöttfogású
| Versenyző            | Versenyszám | Selejtező                               | Nyolcaddöntő                      | Negyeddöntő                          | Elődöntő                         | Vigaszág első kör | Vigaszág elődöntő                  | Bronz- mérkőzés                      | Döntő             | Helyezés |
| Versenyző            | Versenyszám | Ellenfél Eredmény                       | Ellenfél Eredmény                 | Ellenfél Eredmény                    | Ellenfél Eredmény                | Ellenfél Eredmény | Ellenfél Eredmény                  | Ellenfél Eredmény                    | Ellenfél Eredmény | Helyezés |
| -------------------- | ----------- | --------------------------------------- | --------------------------------- | ------------------------------------ | -------------------------------- | ----------------- | ---------------------------------- | ------------------------------------ | ----------------- | -------- |
| Roman Amojan         | 55 kg       |                                         | Aszet Imanbajev (KAZ) · 4-1, 3-1  | Lasa Gogitadze (GEO) · 4-1, 3-2      | Rövşən Bayramov (AZE) · 2-7, 1-4 |                   |                                    | Yagnier Hernández (CUB) · 3-0, 5-0   |                   |          |
| Karen Mnacakanjan    | 60 kg       | Szaszamoto Makoto (JPN) · 1-2, 0-3      | kiesett                           | kiesett                              | kiesett                          |                   |                                    |                                      |                   | 17.      |
| Arman Adikjan        | 66 kg       | Lőrincz Tamás (HUN) · 2-2, 1-2          | kiesett                           | kiesett                              | kiesett                          |                   |                                    |                                      |                   | 14.      |
| Arszen Dzsulfalakjan | 74 kg       | Volodimir Sackih (UKR) · 1-1, 1-1, 1-1, | Bácsi Péter (HUN) · 1-3, 4-4, 1-1 | kiesett                              | kiesett                          |                   |                                    |                                      |                   | 10.      |
| Denisz Forov         | 84 kg       | Macumoto Singo (JPN) · 4-2, 6-0         | Brad Vering (USA) · 4-0, 1-2, 3-0 | Ara Abrahamian (SWE) · 1-1, 3-0, 1-2 | kiesett                          |                   |                                    |                                      |                   | 7.       |
| Jurij Patrikejev     | 120 kg      |                                         | Jászer Szakr (EGY) · 5-1, 7-0     | Mijaín López (CUB) · 1-1, 0-3, TUS   |                                  |                   | Szjarhej Arcjuhin (BLR) · 2-0, 1-1 | Jalmar Sjöberg (SWE) · 2-1, 1-1, 3-0 |                   |          |

Szabadfogású
| Versenyző         | Versenyszám | Selejtező                        | Nyolcaddöntő                       | Negyeddöntő                         | Elődöntő          | Vigaszág első kör | Vigaszág elődöntő                         | Bronz- mérkőzés   | Döntő             | Helyezés |
| Versenyző         | Versenyszám | Ellenfél Eredmény                | Ellenfél Eredmény                  | Ellenfél Eredmény                   | Ellenfél Eredmény | Ellenfél Eredmény | Ellenfél Eredmény                         | Ellenfél Eredmény | Ellenfél Eredmény | Helyezés |
| ----------------- | ----------- | -------------------------------- | ---------------------------------- | ----------------------------------- | ----------------- | ----------------- | ----------------------------------------- | ----------------- | ----------------- | -------- |
| Martin Berberjan  | 60 kg       |                                  | Saeed Azarbayjani (CAN) · 0-1, 0-3 | kiesett                             | kiesett           |                   |                                           |                   |                   | 17.      |
| Szuren Markoszjan | 66 kg       | Irbek Farnyijev (RUS) · 1-2, 1-5 | kiesett                            | kiesett                             | kiesett           |                   |                                           |                   |                   | 18.      |
| Harutjun Jenokjan | 84 kg       |                                  | Adnán er-Rhími (TUN) · 6-0, 8-1    | Revaz Mindorasvili (GEO) · 0-2, 0-2 |                   |                   | Davyd Bichinashvili (GER) · 0-1, 3-1, 0-2 | kiesett           |                   | 8.       |

## Cselgáncs
Férfi
| Versenyző          | Versenyszám | Selejtező         | 32-es főtábla                           | Nyolcaddöntő                     | Negyeddöntő       | Elődöntő          | Vigaszág első kör | Vigaszág negyeddöntő | Vigaszág elődöntő | Bronz- mérkőzés   | Döntő             | Helyezés |
| Versenyző          | Versenyszám | Ellenfél Eredmény | Ellenfél Eredmény                       | Ellenfél Eredmény                | Ellenfél Eredmény | Ellenfél Eredmény | Ellenfél Eredmény | Ellenfél Eredmény    | Ellenfél Eredmény | Ellenfél Eredmény | Ellenfél Eredmény | Helyezés |
| ------------------ | ----------- | ----------------- | --------------------------------------- | -------------------------------- | ----------------- | ----------------- | ----------------- | -------------------- | ----------------- | ----------------- | ----------------- | -------- |
| Hovhannesz Davtjan | Légsúly     |                   | Yosmani Piker (CUB) · 0100-0010         | Kim Gjongdzsin (PRK) · 0000-0022 | kiesett           | kiesett           |                   |                      |                   |                   |                   | 17.      |
| Armen Nazarjan     | Harmatsúly  |                   | Amín Mohammed el-Hádi (EGY) · 0000-0001 | kiesett                          | kiesett           | kiesett           |                   |                      |                   |                   |                   | 21.      |

## Ökölvívás
| Versenyző            | Versenyszám  | Selejtező                  | Nyolcaddöntő                  | Negyeddöntő              | Elődöntő                         | Döntő             | Helyezés |
| Versenyző            | Versenyszám  | Ellenfél Eredmény          | Ellenfél Eredmény             | Ellenfél Eredmény        | Ellenfél Eredmény                | Ellenfél Eredmény | Helyezés |
| -------------------- | ------------ | -------------------------- | ----------------------------- | ------------------------ | -------------------------------- | ----------------- | -------- |
| Hovhannesz Danieljan | Papírsúly    | Thomas Essomba (CMR) · 9-3 | Birzsan Zsakipov (KAZ) · 7-13 | kiesett                  | kiesett                          | kiesett           | 9.       |
| Hracsik Dzsavahjan   | Könnyűsúly   |                            | Rasheed Lawal (NGR) · 12-0    | Pek Csongszop (KOR) · WO | Alekszej Tyiscsenko (RUS) · 5-10 | kiesett           |          |
| Eduard Hambardzumjan | Kisváltósúly | Félix Díaz (DOM) · 4-11    | kiesett                       | kiesett                  | kiesett                          | kiesett           | 17.      |
| Andranik Hakobján    | Középsúly    | Ahmed Saraku (GHA) · 14-8  | Elshod Rasulov (UZB) · RSC    | kiesett                  | kiesett                          | kiesett           | 9.       |

WO - ellenfél nélkül

## Sportlövészet
Férfi
| Versenyző        | Versenyszám    | Selejtező | Selejtező | Döntő   | Döntő    |
| Versenyző        | Versenyszám    | Pont      | Helyezés  | Pont    | Helyezés |
| ---------------- | -------------- | --------- | --------- | ------- | -------- |
| Norajr Bahtamjan | Légpisztoly    | 580       | 11.       | kiesett | kiesett  |
| Norajr Bahtamjan | Szabadpisztoly | 555       | 14.       | kiesett | kiesett  |

## Súlyemelés
Férfi
| Versenyző                   | Versenyszám | Szakítás | Szakítás | Lökés                    | Lökés                    | Összesen | Helyezés |
| Versenyző                   | Versenyszám | Eredmény | Helyezés | Eredmény                 | Helyezés                 | Összesen | Helyezés |
| --------------------------- | ----------- | -------- | -------- | ------------------------ | ------------------------ | -------- | -------- |
| Tigran Gevorg Martiroszjan  | 69 kg       | 153,0    | 3.       | 185,0                    | 3.                       | 338,0    |          |
| Gevorg Davtjan              | 77 kg       | 165,0    | 2.       | 195,0                    | 3.                       | 360,0    |          |
| Ara Hacsatrjan              | 77 kg       | 162,0    | 4.*      | 191,0                    | 7.**                     | 353,0    | 7.       |
| Edgar Gevorgjan             | 85 kg       | 176,0    | 5.       | érvényes kísérlet nélkül | érvényes kísérlet nélkül | kiesett  | kiesett  |
| Tigran Vardani Martiroszjan | 85 kg       | 177,0    | 4.       | 203,0                    | 3.                       | 380,0    |          |

Női
| Versenyző             | Versenyszám | Szakítás | Szakítás | Lökés    | Lökés    | Összesen | Helyezés |
| Versenyző             | Versenyszám | Eredmény | Helyezés | Eredmény | Helyezés | Összesen | Helyezés |
| --------------------- | ----------- | -------- | -------- | -------- | -------- | -------- | -------- |
| Hripszime Hoursoudjan | 75 kg       | 105,0    | 9.**     | 130,0    | 11.      | 235,0    | 11.      |

* - egy másik versenyzővel azonos eredményt ért el

** - két másik versenyzővel azonos eredményt ért el

## Úszás
Férfi
| Versenyző      | Versenyszám      | Előfutam | Előfutam | Előfutam | Elődöntő | Elődöntő | Elődöntő | Döntő   | Döntő    |
| Versenyző      | Versenyszám      | Idő      | Hely.    | Össz.    | Idő      | Hely.    | Össz.    | Idő     | Helyezés |
| -------------- | ---------------- | -------- | -------- | -------- | -------- | -------- | -------- | ------- | -------- |
| Mikael Kolojan | 100 m gyorsúszás | 51,89    | 2.       | 56.      | kiesett  | kiesett  | kiesett  | kiesett | kiesett  |